# Millenium Nocturne
Millenium Nocturne – trzeci album studyjny norweskiego zespołu Hades Almighty, pierwszy wydany pod tą nazwą (wcześniej jako Hades).

## Lista utworów
1. „Millenium Overture” – 2:15
2. „Dream Traveller” – 7:16
3. „Carnival Blaspheme” – 6:13
4. „Nemesis” – 4:45
5. „To Reach Devine Fullfillment” – 6:58
6. „Gardens Of Chaos” – 7:11
7. „A Ballad Of Death And Obsession” – 7:59
8. „Nighttime Endurance” – 9:43
9. „Warcry” – 6:22

## Twórcy
- Jan Otto „Janto” Garmanslund – śpiew, gitara basowa, gitara
- Jørn Inge Tunsberg – gitara, instrumenty klawiszowe
- Remi Andersen – instrumenty perkusyjne
- Stig Hagenes – gitara